# Quyết Thắng, thành phố Hải Dương
Quyết Thắng là một xã thuộc thành phố Hải Dương, tỉnh Hải Dương, Việt Nam.

## Địa lý
Xã Quyết Thắng nằm ở phía đông thành phố Hải Dương, có vị trí địa lý:
- Phía đông giáp huyện Thanh Hà
- Phía tây giáp phường Nam Đồng và xã Tiền Tiến
- Phía nam xã Tiền Tiến và huyện Thanh Hà
- Phía bắc giáp phường Ái Quốc.

Xã Quyết Thắng có diện tích 8,98 km², dân số năm 2018 là 10.769 người, mật độ dân số đạt 1.199 người/km².

## Lịch sử
Trước đây, xã Quyết Thắng vốn thuộc huyện Thanh Hà, tỉnh Hải Dương.
Ngày 16 tháng 10 năm 2019, Ủy ban Thường vụ Quốc hội ban hành Nghị quyết số 788/NQ-UBTVQH14 về việc sắp xếp các đơn vị hành chính cấp huyện, cấp xã thuộc tỉnh Hải Dương (nghị quyết có hiệu lực từ ngày 1 tháng 12 năm 2019). Theo đó, chuyển toàn bộ diện tích và dân số của xã Quyết Thắng về thành phố Hải Dương quản lý.

## Kinh tế - xã hội

### Kinh tế
Nghề nghiệp chính trong xã là làm nông nghiệp, với chợ Vàng nổi tiếng trong vùng.
Một số nghề khác mà người dân trong xã thường làm là buôn gà, chăn nuôi gia súc nhỏ, làm thợ mộc, tiểu thương. Hiện có khoảng 15 xưởng mộc lớn, nhỏ.

### Giáo dục
Quyết Thắng hiện có 3 trường học gồm trường Mầm non, Tiểu học và Trung học cơ sở.

## Văn hóa
Mỗi thôn có một nhà văn hóa để sinh hoạt mỗi khi có sự kiện trong thôn, được dân trong thôn và xã đóng góp. Riêng với Hoàng Xá gồm có 7 xóm nhỏ, mỗi xóm cũng có một nhà văn hóa riêng. Ở Dương Xuân có một ngôi chùa cổ cùng tên khá nổi tiếng.